# Chi Lô hội
Chi Lô hội hay chi Nha đam (danh pháp khoa học: Aloe) là một chi thực vật bao gồm hơn 500 loài cây mọng nước có hoa. Loài phổ biến nhất là Aloe vera (tức lô hội/nha đam thường), thường được trồng hay hái vì mục đích y dược. Một số loài khác, như Aloe ferox, cũng được trồng hay hái từ tự nhiên.
Hệ thống APG IV (2016) xếp chi nay vào phân họ Asphodeloideae, họ Asphodelaceae. Trong phân họ này, nó thường được đặt vào tông Aloeae. Trong quá khứ, nó được xếp vào họ Aloaceae (nay được gộp vào Asphodeloidae) hoặc Liliaceae. Loài Agave americana (thùa), mà đôi khi được gọi là "American aloe" (lô hội Mỹ), thuộc về Asparagaceae, một họ khác.
Các loài này bản địa châu Phi nhiệt đới (gồm cả Madagascar), Jordan, bán đảo Ả Rập và nhiều đảo trong Ấn Độ Dương (Mauritius, Réunion, Comoros, v.v.). Nhiều loài đã tự nhiên hóa và lan rộng ra những khu vực khác (vùng Địa Trung Hải, Ấn Độ, Úc, Bắc và Nam Mỹ, v.v.).

## Mô tả
Đa số loài thuộc chi Lô hội có lá lớn, dày, mập mạp. Hoa thường hình ống, có màu rực rỡ như vàng, cam, hồng, hay đỏ, mọc thành cụm dày. Nhiều loài trông có vẻ như không có thân, với cụm lá mọc ngang mặt đất. Chúng có thể có hoặc không có nhánh cây. Về bề ngoài, chúng có màu từ xám đến xanh sáng, đôi khi kèm cả sọc vằn. Vài loài ở Nam Phi có dáng giống cây gỗ.

## Các loài
Hơn 500 loài được xếp vào chi Aloe, cộng với nhiều loài đồng nghĩa, loài chưa phân định, phân loài, giống và loài lai. Một số loài được chấp nhận là:
- Aloe aculeata  Pole-Evans
- Aloe africana  Mill.
- Aloe albida  (Stapf) Reynolds
- Aloe albiflora  Guillaumin
- Aloe arborescens  Mill.
- Aloe arenicola  Reynolds
- Aloe argenticauda  Merxm. & Giess
- Aloe bakeri  Scott-Elliot
- Aloe ballii  Reynolds
- Aloe ballyi  Reynolds
- Aloe brevifolia  Mill.
- Aloe broomii  Schönland
- Aloe buettneri A.Berger
- Aloe camperi  Schweinf.
- Aloe capitata  Baker
- Aloe comosa  Marloth & A.Berger
- Aloe cooperi Baker
- Aloe corallina  Verd.
- Aloe dewinteri  Giess ex Borman & Hardy
- Aloe erinacea  D.S.Hardy
- Aloe excelsa  A.Berger
- Aloe ferox  Mill.
- Aloe forbesii  Balf.f.
- Aloe helenae  Danguy
- Aloe hereroensis  Engl.
- Aloe inermis  Forssk.
- Aloe inyangensis  Christian
- Aloe jawiyon  S.J.Christie, D.P.Hannon & Oakman ex A.G.Mill.
- Aloe jucunda  Reynolds
- Aloe khamiesensis Pillans
- Aloe kilifiensis  Christian
- Aloe maculata All.
- Aloe marlothii  A.Berger
- Aloe namibensis  Giess
- Aloe nyeriensis  Christian & I.Verd.
- Aloe pearsonii  Schönland
- Aloe peglerae  Schönland
- Aloe perfoliata  L.
- Aloe perryi  Baker
- Aloe petricola  Pole-Evans
- Aloe polyphylla  Pillans
- Aloe rauhii  Reynolds
- Aloe reynoldsii  Letty
- Aloe scobinifolia  Reynolds & Bally
- Aloe sinkatana  Reynolds
- Aloe squarrosa  Baker ex Balf.f.
- Aloe striata  Haw.
- Aloe succotrina  Lam.
- Aloe suzannae  Decary
- Aloe thraskii  Baker
- Aloe vera  (L.) Burm.f.
- Aloe viridiflora  Reynolds
- Aloe wildii  (Reynolds) Reynolds

Ngoài cây lai giữa các loài cùng chi, nhiều loài lai với chi khác đã được tạo ra qua trồng trọt, như giữa Aloe và Gasteria (×Gasteraloe) hay giữa Aloe và Astroloba (×Aloloba).